# 프라이버시 (2013년 영화)
《프라이버시》(영어: Closed Circuit)는 2013년 공개된 정치 스릴러 드라마 영화이다. 존 크롤리의 연출 아래 스티븐 나이트가 각본을 썼다.

## 줄거리
평온하던 런던 버러 마켓. 주차되어 있던 트럭 한대가 갑자기 폭발하며 시민 120명의 목숨을 앗아갔다. 폭탄 테러의 용의자로 한 터키 이민자가 지목되고, 마틴과 클로디아가 그의 변호를 맡게 된다. 사건을 조사하던 둘은 그 중심에 정부 보안 기관인 MI5가 있음을 알게 되고, 진실을 폭로해 용의자의 무죄를 밝히려 노력한다. 그러나 결정적인 순간, 둘을 줄곧 감시해오던 정부가 그들의 사생활을 빌미로 협박을 해온다. 국가의 사생활을 폭로하고 정의를 수호할 것인가? 정의에 침묵하고 나의 안전을 지킬 것인가?

## 출연
- 리즈 아메드 - 나즈룰 샤마 역
- 더그 앨런 - 라이언 역
- 에릭 배나 - 마틴 로즈 역
- 바르보라 보불로바 - 피콜라 역
- 짐 브로드벤트 - 법무장관 역
- 케네스 크래넘 - 캐머런 피셔 역
- 앤마리 더프 - MI5 요원 멀리사 페어브라이트 역
- 리베카 홀 - 특별 변호사 클로디아 시먼스하우 역
- 아이작 헴프스테드라이트 - 팀 로즈 역
- 키어런 하인즈 - 데블린 역
- 존 험프리스 - 본인 역
- 데니스 모시토 - 퍼루크 어도언 역/무시 카탤 역
- 제마 파월 - 엘리자베스 역
- 줄리아 스타일스 - 조애나 리스 역
- 앵거스 라이트 - 앤드루 올트먼 역